# Strictogonia unifasciata
Strictogonia unifasciata är en insektsart som beskrevs av Fabricius 1803. Strictogonia unifasciata ingår i släktet Strictogonia och familjen dvärgstritar. Inga underarter finns listade i Catalogue of Life.